# Sugestión sexual

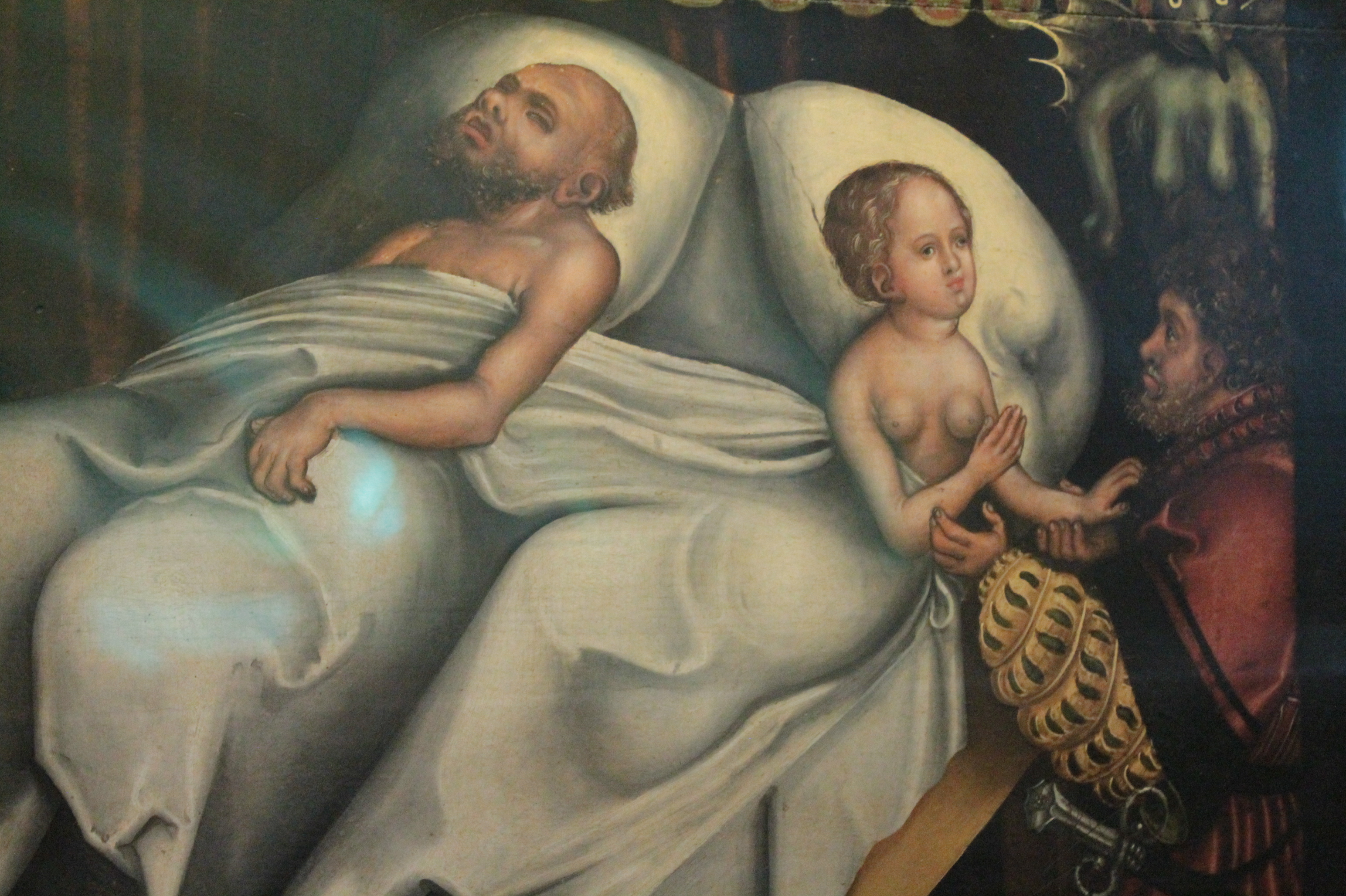
Pintura del refectorio sobre el tema de la Tentación de Lucas Cranach el Viejo, c. 1520 (detalle), Lutherhaus, Wittenberg. Esto decora la pared del fondo de uno de los principales refectorios universitarios. Si bien la pintura ya tiene una carga sexual, el aspecto que requiere una segunda mirada es la almohada de la mujer, que tiene una forma que sugiere una vulva.

La sugestión sexual es material o acción visual, verbal, escrita o conductual con matices sexuales que implican intención sexual con el fin de provocar excitación sexual.
Existen variaciones en la percepción y manifestación de sugerencias sexuales, que incluyen, entre otras, el género, la cultura y la generación. Diferentes culturas y diferentes generaciones tienen diferentes puntos de vista sobre lo que se considera sexualmente sugerente. Por ejemplo, en la cultura británica, es normal que una mujer use pantalones cortos y desnude las piernas en un día caluroso y soleado, pero una mujer con la carne desnuda expuesta sería considerada promiscua en ciertas culturas del mundo. Durante la mayor parte del siglo XX, en la cultura occidental, se consideraba vulgar que las mujeres mostraran sus adornos sexuales (pechos) completamente; en tiempos más modernos, esto puede no ser una desviación de la norma. En términos evolutivos, la sugestión sexual es un modo mediante el cual se obtienen parejas sexuales. Por tanto, la capacidad de utilizar la sugestión sexual de forma eficaz es un rasgo que forma parte de la selección sexual.
Las muestras de sugestión sexual incluyen cosas como mujeres en anuncios de trajes de baño, música de temática sexual o música con un ritmo fuerte destinada a bailar, sexting, lencería erótica o silbidos. La sugestión sexual también puede implicar desnudez o la exposición de los pezones, genitales, nalgas u otras áreas tabú del cuerpo. Incluso un nombre o frase de marca puede considerarse sexualmente sugerente si tiene fuertes connotaciones o matices sexuales.
En algunos casos, las muestras de insinuación sexual pueden malinterpretarse, lo que puede dar lugar a situaciones peligrosas o perjudiciales.

## Perspectiva evolutiva
Desde un punto de vista evolutivo, la sugestión sexual evolucionó para ayudar a conseguir una pareja sexual. Una vez que el individuo ha decidido qué pareja buscar, la sugestión sexual ayuda a atraer a la pareja; esta es una habilidad que ha sido seleccionada sexualmente (selección sexual) durante la evolución. Los comportamientos sexualmente sugerentes incluyen cosas como «mostrar más piel» y coquetear. Ambos ejemplos son comportamientos que el individuo mostraría intencionalmente. También hay investigaciones que sugieren que los comportamientos sexualmente sugerentes pueden no siempre ser deliberados. Sin que el individuo lo sepa, factores como el ciclo sexual femenino, el tono de la voz y la tasa de gasto de dinero pueden tener un efecto en el éxito sexual y en el comportamiento sexualmente sugerente. Por ejemplo, cuando las mujeres estaban en el lugar de trabajo y ovulaban, era más probable que participaran en conductas sexualmente sugerentes, por ejemplo, mostrar más piel; Además, las mujeres que trabajan como bailarinas eróticas ganan más dinero cuando están en la etapa de ovulación. Esto puede deberse a que la hembra, sin saberlo, se comporta de una manera más sexual y, por lo tanto, emite más señales sexualmente sugerentes. Sin embargo, no hay ninguna evidencia que demuestre que estas mujeres sean conscientes de que sus acciones o ganancias están intrínsecamente relacionadas con su ciclo sexual.

## SigloXXI
El auge de los medios de comunicación, la publicidad y las industrias cinematográficas, así como el crecimiento de la industria de la moda, son factores que contribuyen al aumento del contenido sexualmente sugerente en el entorno cotidiano. Hay muchas más muestras de comportamiento sexualmente sugerente en la vida moderna que nunca antes y no sólo en la publicidad. La idea de que el sexo vende es evidente en muchos aspectos de la vida moderna diaria, particularmente en las redes sociales y en las películas, donde los adornos sexuales femeninos son un punto focal. Por ejemplo, muchas películas incluyen escenas de sexo adicionales y personajes femeninos sexualmente sugerentes, independientemente de la narrativa de la película.
La progresión de Internet y las redes sociales significa que el contenido sexual está mucho más disponible y accesible en el siglo XXI que nunca. Esto tiene un efecto en cadena sobre la sexualización y el comportamiento sexual de las personas. La sexualidad de los niños se desarrolla a una edad más temprana si han estado expuestos a más contenido sexual cuando eran jóvenes. Por ejemplo, los adolescentes jóvenes adoptan más conductas sexuales si han estado expuestos a más contenido sexual en los medios o la televisión. En promedio, las mujeres llegan a la pubertad antes en su desarrollo si han estado expuestas a contenido o comportamiento sexual. La mayoría de los psicólogos coinciden en que esta exhibición física de la sexualidad se debe a razones evolutivas y que las niñas desarrollan su sexualidad (por ejemplo, comportándose sexualmente de manera sugestiva) a una edad más temprana para poder competir sexualmente con otras mujeres y reproducirse con éxito.

## Mala interpretación
El aumento del contenido sexual en la sociedad moderna a menudo resulta en un enfoque más indiferente ante el comportamiento sexualmente sugerente. Las personas, predominantemente mujeres, a menudo actúan de una manera que ellas mismas no consideran sexualmente sugerente pero que otros pueden malinterpretar. Por ejemplo, usar ropa o faldas o pantalones cortos que muestren la piel no es algo que la mayoría de las mujeres occidentales considerarían abiertamente provocativo, pero otros aún lo consideran sexualmente sugerente. Malinterpretar el comportamiento de las personas puede tener consecuencias desastrosas y contribuir al hostigamiento y a la cultura de la violación.
La psicología evolucionista explica que esta mala interpretación es resultado de la selección sexual. Los hombres se han adaptado mediante la selección sexual para tener el máximo número de crías posible y, por tanto, exhiben ciertos comportamientos que facilitan la máxima reproducción. Los hombres perciben el comportamiento sexualmente sugerente y otras señales sexuales, incluidos los adornos biológicos, como signos de capacidad y voluntad reproductiva. La hipótesis de la violación como adaptación afirma que la violación de hembras en edad reproductiva se vio favorecida por la selección directa con el fin de aumentar las posibilidades de éxito reproductivo. El comportamiento sexualmente sugerente y la ornamentación biológica son signos de madurez sexual y, por lo tanto, las mujeres que muestran más de estos comportamientos, o que tienen una ornamentación más obvia, tienen más probabilidades de correr un mayor riesgo de acoso o incluso violación. Esta explicación evolutiva también se extiende a las mujeres. En la etapa más fértil de su ciclo sexual, durante el ciclo estral, las mujeres tienen muchas menos probabilidades de participar en conductas de riesgo de violación, como caminar solas a altas horas de la noche, que las mujeres que se encuentran en la etapa menos fértil de su ciclo menstrual, la fase lútea o mujeres que utilizan anticonceptivos hormonales. Esto se debe a que las mujeres que están en la fase lútea o las mujeres que usan un anticonceptivo hormonal tienen muchas menos probabilidades de quedar embarazadas después de tener relaciones sexuales que las mujeres en celo.
Estas explicaciones evolutivas sólo sirven para aumentar la comprensión psicológica de los comportamientos sexuales. Se ha demostrado que la sugestión sexual, la violación y todos los demás comportamientos sexuales son productos de una evolución pasada. Sin embargo, en el caso de la violación, el hecho de que alguna evidencia indique que puede ser natural no la hace aceptable.

## Coqueteo
El coqueteo puede ser sexualmente sugerente, lo que puede provocar intencionalmente una respuesta sexual de otra persona. Las investigaciones han identificado diferentes motivaciones para participar en conductas de coqueteo. Existe el coqueteo con una motivación sexual, que se realiza con miras a participar en la actividad sexual humana, y también existe el coqueteo con una motivación divertida, en el que la interacción en sí es la parte placentera. Una motivación instrumental del comportamiento de coqueteo es el coqueteo realizado para lograr un objetivo instrumental, como conseguir que alguien te invite a una bebida. Sin embargo, el coqueteo a veces puede dar lugar a respuestas no intencionadas. Si la motivación detrás del comportamiento sexualmente sugerente se malinterpreta o se comunica mal, entonces se podría provocar una respuesta sexual donde no se desea. Si se intensifica, esto puede conducir al acoso sexual en el lugar de trabajo o a la coerción sexual en una relación. De acuerdo con las explicaciones evolutivas del comportamiento sexualmente sugerente, las investigaciones han demostrado que es más probable que las mujeres consideren el uso del coqueteo con fines relacionales, y es más probable que los hombres interpreten el coqueteo femenino como si tuviera una motivación sexual.

## Diferencias de género
Se han informado algunas diferencias de género en la forma en que se percibe la sugestión sexual. Hombres y mujeres tienen diferentes umbrales para la percepción de sugerencia o intención sexual. Los hombres, en general, están más ocupados sexualmente que las mujeres. Para respaldar esta suposición, la investigación muestra que los hombres perciben a las personas como más interesadas en un encuentro sexual que las mujeres. También se ha sugerido que a los hombres les resulta difícil diferenciar entre agrado, amor e intención sexual y, en este caso, sugestión sexual. Desafortunadamente, esta dificultad en la separación entre ambos desde el punto de vista masculino puede conducir a una violación u otra agresión sexual. Durante la evolución de la sexualidad humana, el hecho de que las mujeres sean de género exigente significó que los hombres que podían detectar rápidamente la voluntad de una mujer eran los hombres que transmitían sus genes de manera efectiva. A la luz de esto, los hombres, por lo tanto, tienden a leer las señales de aceptación sexual en acciones amistosas incluso cuando esta no sea la intención de las mujeres. Sin embargo, las mujeres son mejores para leer las señales platónicas del sexo opuesto y para diferenciar entre agrado, amor y sugerencia sexual.
También existen diferencias de género en la forma en que se muestra la sugerencia sexual a través del coqueteo. Investigaciones recientes han demostrado que las mujeres son más propensas que los hombres a coquetear con la intención de desarrollar una nueva relación, o con la intención de intensificar una relación existente. También se ha descubierto que las mujeres utilizan el coqueteo como una forma de evaluar el interés de una pareja potencial; como el resultado final es la actividad sexual, se puede inferir que se trata de un acto sexualmente sugerente. Por otro lado, diversos investigadores han descubierto que los hombres están significativamente más motivados sexualmente en sus manifestaciones de sugerencia sexual (como el coqueteo) que las mujeres. La investigación realizada por Clark y Hatfield (1989) respalda estos supuestos al sugerir claramente que el cortejo femenino está motivado por el desarrollo de la relación y que el cortejo masculino está motivado por el deseo sexual. Son estas diferencias de género las que pueden explicar la posible falta de comunicación de las acciones sociales.

## Diferencias culturales
Desde la década de 1990, ha habido un aumento dramático en la comprensión de la sexualidad humana desde una perspectiva evolutiva. La teoría evolutiva propone que todos los humanos se comportan de la misma manera, para maximizar la supervivencia y el éxito reproductivo. Sin embargo, como ocurre con gran parte del comportamiento humano, existen diferencias sustanciales en la sugerencia sexual de personas de diferentes culturas. Lo que puede ser una muestra culturalmente apropiada de «sexy» en una cultura puede considerarse inapropiado en otra, y viceversa. Por ejemplo, en muchas culturas occidentalizadas, mostrar las piernas desnudas en público se considera una muestra relativamente sencilla de sugestión, mientras que en muchas sociedades africanas, por ejemplo, el mismo comportamiento se consideraría inmodesto. Se puede argumentar que la religión es un factor importante en las diferencias culturales de la sugestión sexual, especialmente con respecto a qué muestras de sugestión se consideran apropiadas. En particular, algunas comunidades cristianas y musulmanas son más estrictas en cuanto a qué niveles de sugestión son apropiados para las mujeres jóvenes solteras.

## En los medios

### General
Una cantidad considerable de investigaciones ha concluido que el contenido sexualmente sugerente está omnipresente en los medios. El tipo más común de contenido sexualmente sugerente en la programación para adolescentes tiene la forma de insinuaciones sexuales. Las insinuaciones sexuales dan un significado alternativo sugerente a una frase que de otro modo sería neutral. Por ejemplo, el uso de la frase «inclinarse hacia atrás» al describir a un colega, en la comedia How I Met Your Mother, es utilizado por el personaje principal Barney para implicar algo en sentido figurado (es decir, que está dispuesta a trabajar duro) y un sentido sugestivo (en alusión a su flexibilidad en las posiciones sexuales). Los análisis de contenido del comportamiento sexual en los medios encontraron que el contenido sexual en la televisión ha aumentado del 45% en 1975 al 81% en la actualidad. El 83% de todos los programas de televisión tienen contenido sexual. El 80% de los programas contienen referencias sexualmente sugerentes y el 49% de los programas contienen comportamientos sexuales que incluyen el coqueteo. En las populares comedias estadounidenses, las insinuaciones sexuales ocurren hasta dos veces por programa, mientras que el coqueteo ocurre al menos una vez por programa. El uso de insinuaciones sexuales en los medios también se hace a través de periódicos, revistas y música, y representa aproximadamente el 12% de todo el contenido sexual mostrado en los medios en general. El análisis del comportamiento sexualmente sugerente en los medios deportivos mostró que existen considerables diferencias de género en la forma en que se retratan visualmente las estrellas del deporte. Por ejemplo, las mujeres son fotografiadas desnudas con más frecuencia que los hombres, y fueron fotografiadas de una manera heterosexy para atraer la mirada masculina, como con equipos deportivos que cubren sus genitales debido a su naturaleza sugerente. En general, las mujeres son retratadas de una manera que alude a su condición de símbolo sexual.
El contenido sexual en forma de insinuaciones, imágenes sugerentes y doble sentido se utiliza como herramienta en la publicidad. La publicidad sugerente se utiliza para llamar la atención, monopolizando los recursos de atención y como medio para distinguir sus productos de productos similares que normalmente se anuncian en el mismo medio (como en la misma revista). Además, los anunciantes utilizan material sexualmente sugerente para implicar una asociación entre su producto y beneficios que de alguna manera están relacionados con el sexo (como la atracción de pareja). Hubo un aumento significativo en la cantidad de anuncios de 1983 a 2003 que utilizaban imágenes sexualmente sugerentes de modelos, lo que sugiere que los anunciantes lo encuentran beneficioso. Si bien las propiedades físicas del modelo son las más sugerentes sexualmente, también se han identificado una serie de características comunicativas no verbales como provocativas, como la pose del modelo (labios carnosos, cabeza ladeada para mostrar el cuello), así como la comunicación verbal. características como comentarios sugerentes.

### Efectos
Varios estudios han analizado los efectos del contenido sexual en los medios de comunicación sobre el desarrollo sexual de preadolescentes y adolescentes. Se ha propuesto que mirar un alto nivel de televisión, en el que hay mucho comportamiento sexualmente sugerente, puede llevar al inicio de relaciones sexuales a una edad más temprana que aquellos que miran la menor cantidad de programación sexualmente sugerente. Además de esto, los adolescentes que habían estado expuestos a un alto nivel de contenido sexual participarían en un nivel de actividad sexual esperado por aquellos hasta tres años mayores que veían menos contenido sexual. Se ha sugerido que, según la teoría del aprendizaje social, la televisión es un método mediante el cual los niños pueden adquirir conductas, a través del aprendizaje observacional, y que este es un método potencial a través del cual los niños se sexualizan cada vez más. Las infecciones de transmisión sexual (ITS) y el embarazo en los Estados Unidos son más comunes entre los adolescentes que comienzan la actividad sexual antes, lo que demuestra que la sexualización temprana, en la que se ha implicado el contenido sexualmente sugerente en los medios de comunicación, tiene efectos de largo alcance.
El contenido sexualmente sugerente también puede afectar las opiniones y actitudes de los adolescentes hacia el sexo y su socialización sexual en general. Una investigación realizada teniendo en cuenta la teoría de cultivo ha descubierto que existe una asociación entre las personas con una alta exposición regular a géneros de orientación sexual (como las telenovelas y la música hip hop ) y actitudes más liberales hacia el comportamiento sexual, como la aceptación del sexo prematrimonial, así como el sexo no relacional y el acoso sexual. Además, como la competencia sexual se presenta como un atributo positivo en la televisión, particularmente para los hombres, la exposición regular a contenido sexual puede hacer que los adolescentes formen expectativas poco realistas y vean sus propias experiencias sexuales (o la falta de ellas) como negativas. Además, la gran mayoría de este contenido sexual alude únicamente a la naturaleza positiva del sexo, lo que sugiere que el comportamiento sexualmente sugerente en los medios está sirviendo para perpetuar la idea de que participar en una actividad sexual tiene pocas consecuencias negativas. Las investigaciones han demostrado que los efectos de las referencias sexualmente sugerentes en los medios también se ven moderados por la etapa de desarrollo del espectador. Por ejemplo, los niños de 12 años tienen más dificultades para interpretar correctamente las insinuaciones que los de 14 años. Además, los adolescentes prepúberes suelen ver las referencias sexuales en la televisión con disgusto y vergüenza, mientras que los adolescentes púberes las ven con interés.